# Vincenz Czerny
Vincenz Czerny (Trutnov, 19 novembre 1842 – Heidelberg, 3 ottobre 1916) è stato un ginecologo e chirurgo tedesco.

## Biografia

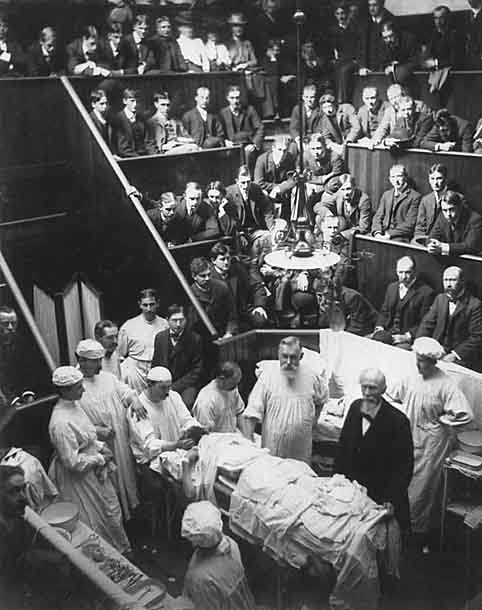
Czerny durante un'operazione

Czerny nacque a Trutnov, Boemia, Impero austro-ungarico. Inizialmente studiò presso l'Università Karl-Ferdinand di Praga, successivamente si trasferì presso l'Università di Vienna, dove fu lo studente di Ernst Wilhelm von Brücke (1819-1892). Nel 1866 si laureò con la summa cum laude. Successivamente, rimase a Vienna come assistente di Johann Ritter von Oppolzer (1808-1871) e di Theodor Billroth (1829-1894). Nel 1871 divenne direttore clinico presso l'Università di Friburgo.
Nel 1877 Czerny fu nominato professore di Heidelberg, dove successe il chirurgo Gustav Simon (1824-1876). Nel 1906 fondò l'Institut für Experimentelle Krebsforschung (Istituto per la ricerca sul cancro sperimentale). Qui istituì un ospedale per 47 pazienti affetti da cancro, noto come Samariterhaus.
Czerny sviluppò delle tecniche operative per la chirurgia del cancro. Fu anche ricordato per il suo trattamento di pazienti con tumore inoperabile. Nel 1887 Czerny eseguì la prima nefrectomia parziale per il carcinoma renale.
Czerny apportò dei contributi ad altri campi chirurgici, inclusa una nuova operazione radicale per l'ernia inguinale, una pielolitotomia per la malattia renale, e nel 1879 eseguì la prima isterectomia totale attraverso la vagina. Fu definito il "padre della chirurgia estetica del seno": nel 1895 pubblicò il primo resoconto di una protesi mammaria.
Nel 1901 Czerny fu presidente della Società tedesca di chirurgia e nel 1908 fu presidente del Congresso chirurgico internazionale.
Suo suocero era un noto medico tedesco, Adolf Kussmaul (1822-1902). Morì a Heidelberg, Baden-Württemberg, Impero tedesco.